# Midtown Manhattan
Midtown Manhattan is een van de drie delen van het eiland Manhattan in New York (samen met Upper Manhattan en Lower Manhattan). Het is het economisch centrum van de stad en telt tientallen wolkenkrabbers. Meer dan drie miljoen mensen werken hier dagelijks, maar wonen vaak ergens anders (forenzen). Vele wereldberoemde gebouwen en pleinen staan hier ook:
- Times Square
- Empire State Building
- Chrysler Building
- Rockefeller Center
- Grand Central Terminal
- Hoofdkwartier van de Verenigde Naties

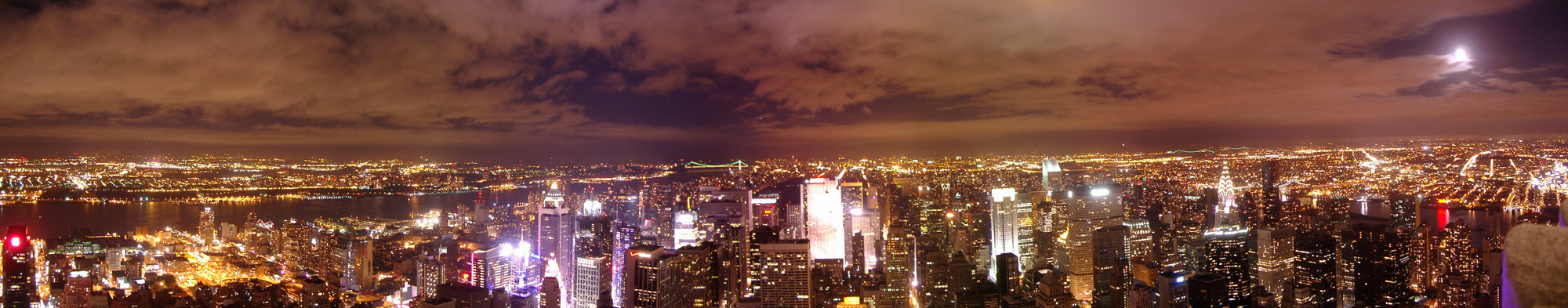
Midtown Manhattan vanaf het Empire State Building.

Alphabet City · Battery Park City (Financial District) · Bowery · Carnegie Hill · Chelsea · Chinatown (Financial District) · Civic Center · Greenwich Village · Hamilton Heights · Harlem · Hell's Kitchen · Hudson Yards · Inwood · Kips Bay · Koreatown · Lenox Hill · Lower East Side · Little Italy (Financial District) · Manhattanville · Marble Hill · Meatpacking District · Morningside Heights · Murray Hill · NoHo · Riverside South · Rose Hill · SoHo · South Street Seaport (Financial District) · TriBeCa / Lower West Side · Two Bridges · Upper West Side · Upper East Side · Yorkville · Washington Heights · World Trade Center (Financial District)